# Kokořínský důl (přírodní rezervace)
Přírodní rezervace Kokořínský důl, poprvé vyhlášená roku 1953, zaujímá rozlohu 23,635 km² (z toho většina spadá do okresu Mělník a pouze 0,80 km² je v okrese Česká Lípa), je jádrem Chráněné krajinné oblasti Kokořínsko – Máchův kraj. Jsou zde nejlépe v Evropě doložena počáteční stadia rozpadu kvádrových pískovců. Tyto poměrně měkké horniny byly uloženy na dně dávného moře, které sem zasahovalo na konci druhohor. Působením vnějších geomorfologických činitelů dochází k tzv. zvětrávání, jehož důsledkem jsou různé zajímavé tvary jako tzv. pokličky, voštiny, skalní okna, skalní brány, římsy, výklenky a pseudoškrapy. Významné jsou též mokřady podél toku potoka Pšovky. Mokřady v rezervaci jsou součástí chráněného komplexu Mokřady Liběchovky a Pšovky, který patří mezi mezinárodně významná území Ramsarské úmluvy. Přírodní rezervaci Kokořínský důl spravuje AOPK ČR - Správa Chráněné krajinné oblasti Kokořínsko – Máchův kraj.

## Předmět ochrany
Dne 13. února 2019 vydala Agentura ochrany přírody a krajiny České republiky nařízení č. 1/2019, kterým se od 1. března 2019 nově vyhlašuje přírodní rezervace Kokořínský důl, její ochranné pásmo a stanovují se bližší ochranné podmínky. Zároveň se v § 2 uvedeného nařízení stanovuje předmět ochrany, kterým je rozsahem neobvyklý komplex stanovišť různou měrou ovlivněných lidskou činností s převahou lesních společenstev v geomorfologicky členitém pískovcovém terénu vytvářejícím kaňonovitá údolí se skalními stupni, menšími skalními městy a řadou geomorfologických jevů, z nichž nejvýznamnější jsou pokličky a další útvary vzniklé zvětráváním proželezněných pískovců, zachovalé lesní porosty tvořené především borovými a acidofilními doubravami, hercynskými dubohabřinami, acidofilními bučinami a borovými doubravami, rozsáhlé a přírodovědným významem výjimečné mokřady, a to zejména prameniště, vodní plochy, Pšovka a její přítoky, rákosiny a ostřicové mokřady, podmáčené a vlhké louky, mokřadní olšiny a jasanovo-olšové lužní lesy, plošně omezené hrany skal se zbytky skalních stepí a lesostepí, populace vzácných a ohrožených druhů rostlin, zejména vláskatce tajemného (Trichomanes speciosum), kosatce bezlistého (Iris aphylla) a rdestu alpského (Potamogeton alpinus), včetně jejich biotopů a populace vzácných a ohrožených druhů živočichů, např. vrkoče bažinného (Vertigo moulinsiana), vrkoče útlého (Vertigo angustior), hrachovky čárkované (Pisidium tenuilineatum) a sekavce podunajského (Cobitis elongatoides), včetně jejich biotopů.

## Území rezervace
Kaňonovité údolí Kokořínský důl, jímž teče potok Pšovka a prochází silnice III/25931, se táhne v délce 14 km mezi křižovatkou Ráj a železniční stanicí Lhotka u Mělníka. Rezervace zahrnuje i navazující údolí a také zalesněné plošiny spadající do území města Mšeno. Patří k ní například:
- zalesněná skalnaté jižní a západní úbočí vrchu Komorsko (východní úbočí tvoří pravou stranu Kokořínskému dolu)
- vodní nádrž Lhotka na Pšovce
- na pravé straně Pšovky odbočka silnice III/27313 od nádrže Lhotka směrem na Vysokou
- Kravský důl na levé straně Pšovky směrem k vesnici Střemy, včetně železniční tratě, která jím opouští údolí Pšovky
- Nebuželský důl na levé straně Pšovky, sbíhající se ze dvou roklí po obou stranách Nebužel
- Babí rokle a skupina dalších, bezejmenných roklí na pravé straně Pšovky u Štampachu a Kroužku
- na levé straně bezejmenné údolí se silnicí III/27316 z Nebužel, zprava do něj ústí Rážkova rokle
- Provazní rokle na levé straně Pšovky
- Cikánská rokle na levé straně Pšovky
- zprava rozvětvená rokle u Harasova, severně od Bosyně, v severní větvi ostroh Kazatelna
- vodní nádrž Harasov na Pšovce
- Jánošíkova rokle na levé straně Pšovky
- zleva údolí s cestou u hájovny Černínov
- bezejmenné rokle a údolí po obou stranách Pšovky u Mlčení a Kokořínku
- na pravé straně údolí pod vsí Kokořín u Kokořínského Dolu
- na levé straně údolí Kočičina se silnicí III/27319 z Kaniny. Údolí Kočičina se stáčí od severu od Sedlce, jižní větev údolí nese název Vrbodol.
- na levé straně skupina roklí: první pod Hradskem, druhá je kaňon Bramínka s autokempem Kokořín, třetí se starou vozovou Podhradskou cestou od osady Kaninský Důl
- na pravé straně údolí se serpentinou silnice III/2733 z Podhradí ke vsi Kokořín, nad serpentinou ostroh s hradem Kokořín
- na pravé straně široké skalní údolí Oklik
- na pravé straně jeskyně skalní hrad Nedamy a u nich dvě menší údolí
- na pravé straně pásmo několika bezejmenných údolí směrem k Jestřebici; jedno z nich nese v horní části, kde je obklopeno vesnicí, pomístní název Černá díra. V Jestřebici rezervace nepřesahuje silnici III/25932, která vede po převážně bezlesé pláni na hřebeni mezi Kokořínským a Šemanovickým dolem. Do něj toto ani žádné jiné maloplošné chráněné území nezasahuje.
- na levé strany Pšovky širší pásmo skal, pomístní název V palouku, údolí s cestou se táhne od osady Hlučov téměř k jihu, od Cikánského plácku vede k jihojihovýchodu po hřebínku Kostelní cesta, za ním je údolí Močidla, mezi Kostelní cestou a Močidly je skupina příčných ostrohů Březový, Apatyka a Vrtořez, údolí Močidla se rozděluje na Náckovu a Pastuší rokli, přičemž mapy se liší v údaji, která z nich je severnější a která jižnější. Na ně navazuje údolí Debř svažující se do města Mšena k počátku Košáteckého potoka.
- za údolím Močidla se nachází (rovněž na levé straně Pšovky) hřeben Droužkov, na jehož začátku jsou Mšenské pokličky a dále po něm vede úvozová, místy tesaná Droužkovská cesta přes Průsečnou skálu do Mšena.
- Boudecká rokle leží za hřebenem Droužkov.
- v oblasti severně od Boudecké rokle a jižně od Vojtěchova a Ráje se nachází lesnatá a skalnatá oblast, v níž se nachází poblíž silnice II/259 osada Víno a skalní komplex Bludiště. Jižně od Bludiště se nachází hájovna Rovina. Silnice II/259 překonává oblast mezi Mšenem a Rájem severojižním směrem po náhorní planině.
- v lesnaté a skalnaté oblasti východně od silnice II/259 se nachází například údolí Kačina, skalní komplex Prolezovačky, lokalita Vyhlídky s vyhlídkami směrem na severovýchod, Studánecká rokle. Hranice rezervace na východě sleduje okraj lesa, na severu kopíruje hranici města Mšena, která vede zčásti po silnici III/25929. Na sever od ní pak výběžek města i rezervace zasahuje západní svah údolí s osadou Brusné (Brusné 2.díl) a severní svah údolí silnice 25929, který plynule přechází v levý (východní) svah údolí Pšovky. Rezervace je na severu ohraničena údolím silničky k farmě Laka.
- na pravé straně Pšovky vede k Jestřebici další údolí severní stranou od Vojtěchova. Ve skalním komplexu při jižní straně údolí jsou i Jestřebické pokličky.
- od Vojtěchova na sever se od pravé strany Pšovky táhne Planý důl s potokem Žebrák. Údolím Žebrák se rezervace táhne až k Dobřeni. V Planém dole rezervace končí v úrovni kopců Zbrázděný vrch a Ovčácký vrch, jejichž vrcholy ještě patří k rezervaci.

Rezervace zasahuje do těchto obcí a katastrálních území: Vysoká (k. ú. Vysoká u Mělníka a Bosyně), Střemy, Nebužely, Libovice, Lhotka u Mělníka, Kanina, Kokořín (k. ú. Kokořín a Janova Ves), město Mšeno (k. ú. Sedlec u Mšena, Mšeno, Olešno), Dobřeň (k. ú. Dobřeň a Jestřebice u Kokořína) a Blatce (jen k. ú. Tubož v okolí Ovčáckého vrchu a Planého dolu). Většina rezervace (cca 99 % rozlohy) patří do okresu Mělník. Jedinou obcí okresu Česká Lípa, do níž rezervace zasahuje, jsou Blatce (k. ú. Tubož). Tato tubožská část leží v nadmořské výšce 260 - 366 m.
Do rezervace patří převážně přírodní části obcí – zalesněná údolí, stráně či hřebeny, ale i některé sídelní části, například osady Vojtěchov, Ráj, Brusné 2.díl, Kokořínský Důl a samoty Štampach, Kroužek, Harasov, Černínov, Mlčení, Hlučov, Rovina, Víno, Klučno. Na území přírodní rezervace se nalézá i hrad Kokořín a některé rekreační osady (Podhradí, Kaninský Důl, Rapín).
Oblast rezervace je chudá na pojmenované stálé vodní toky. Pšovka zde má v celé délce jen jeden pojmenovaný přítok, a to Žebrák zprava ve Vojtěchově.

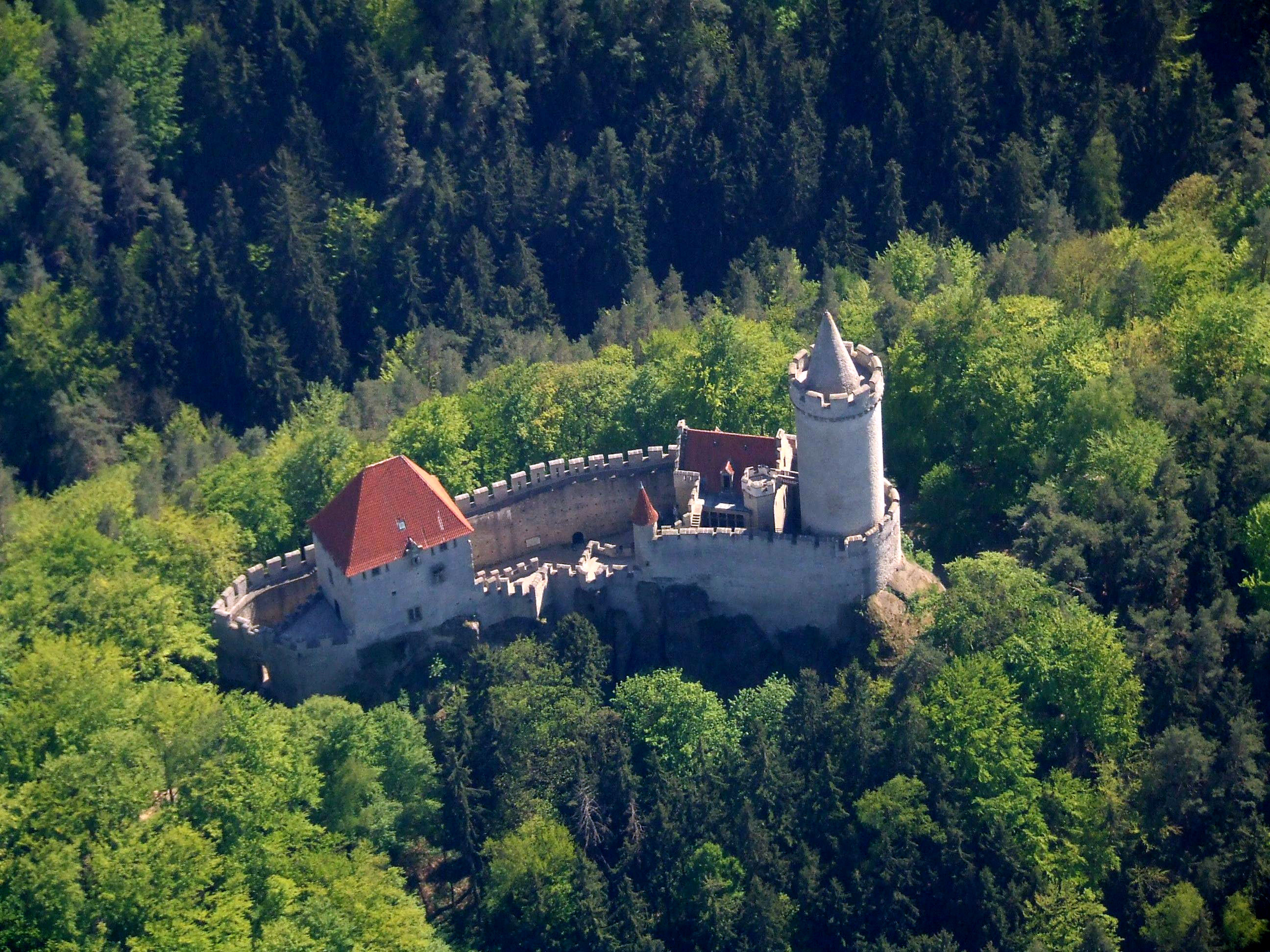
Hrad Kokořín
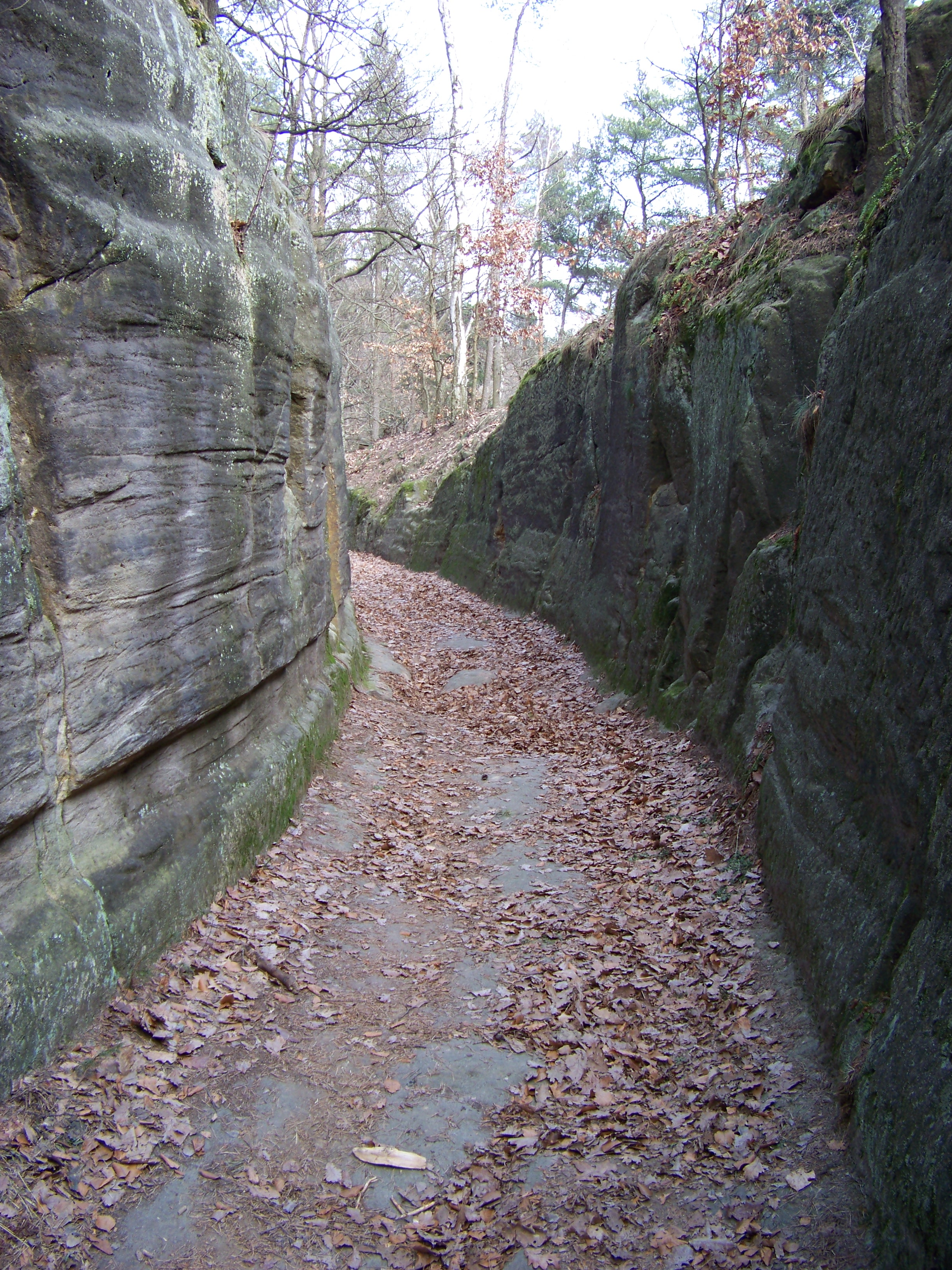
Průsečná skála, zářez na historické úvozové Droužkovské cestě, přičítaný švédským vojskům
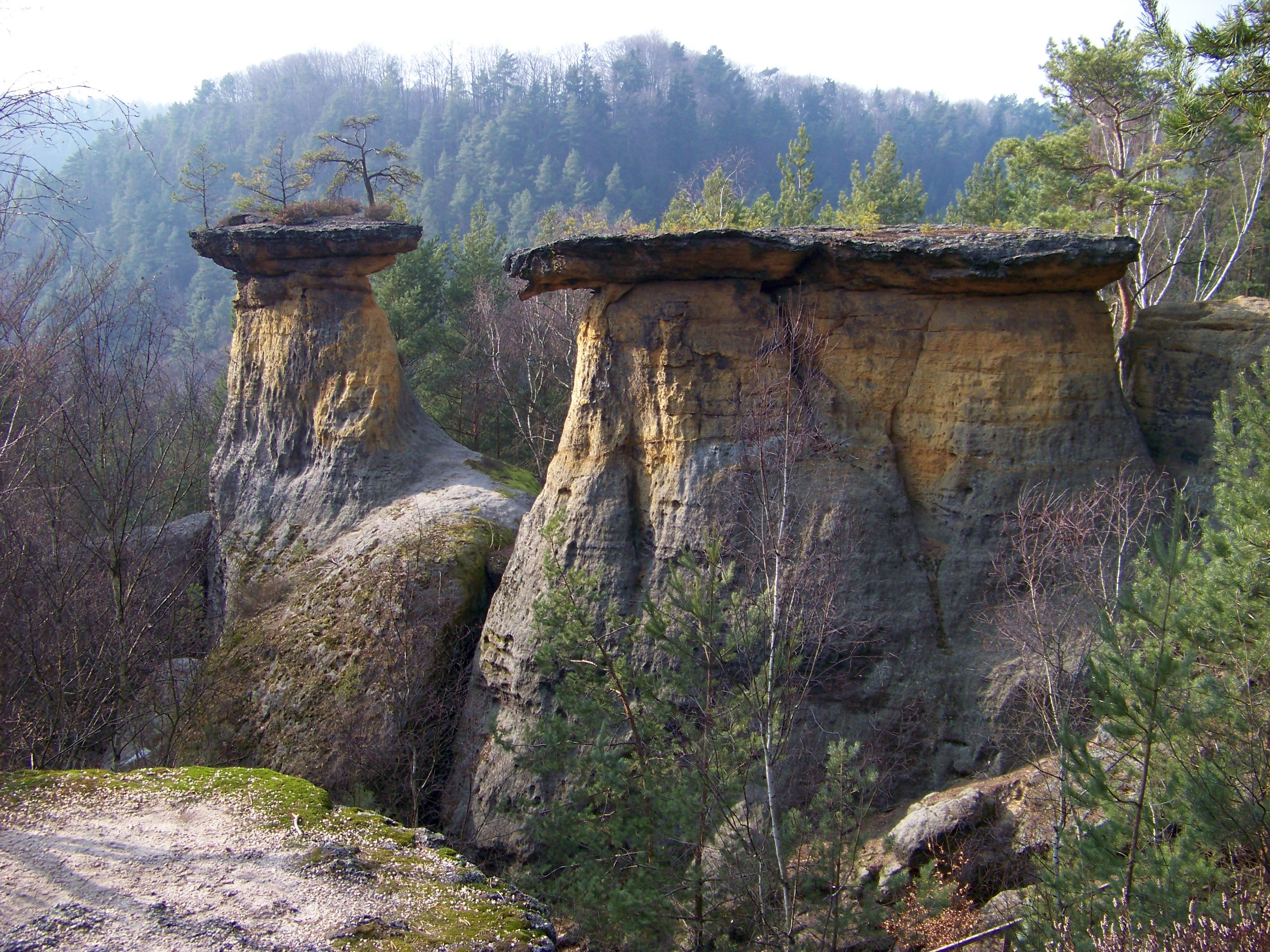
Mšenské pokličky
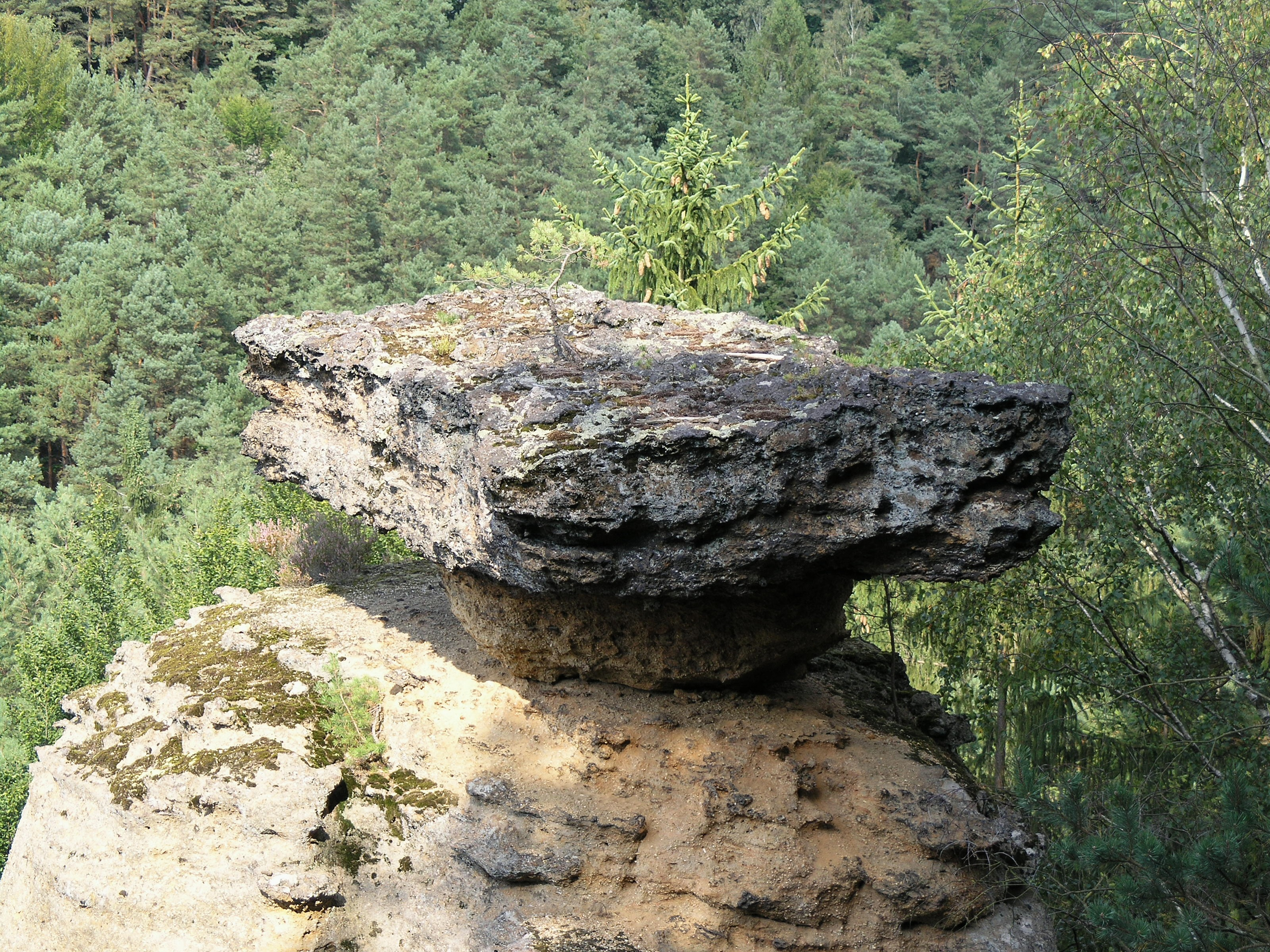
Jestřebické pokličky
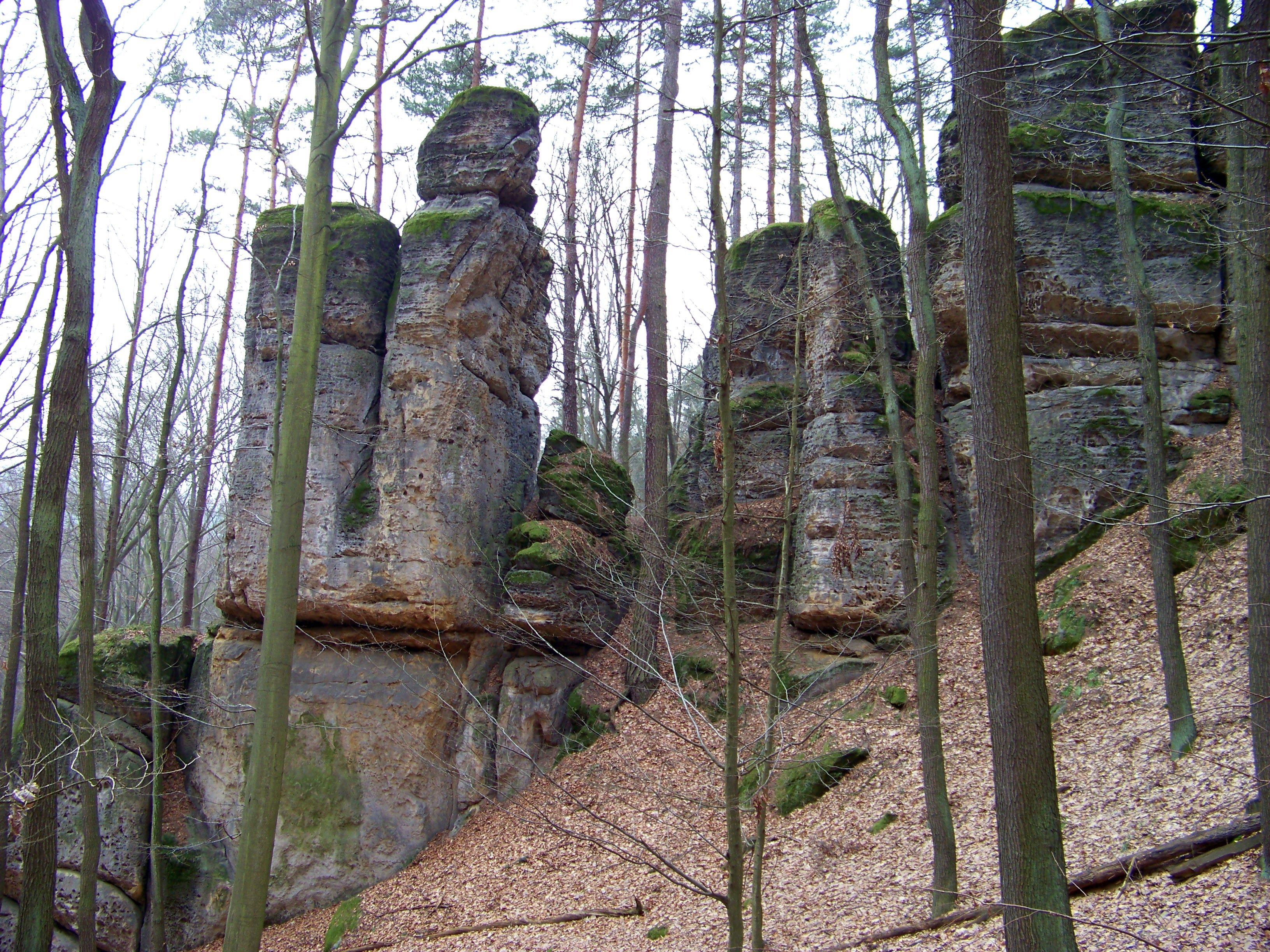
Skály v Náckově rokli
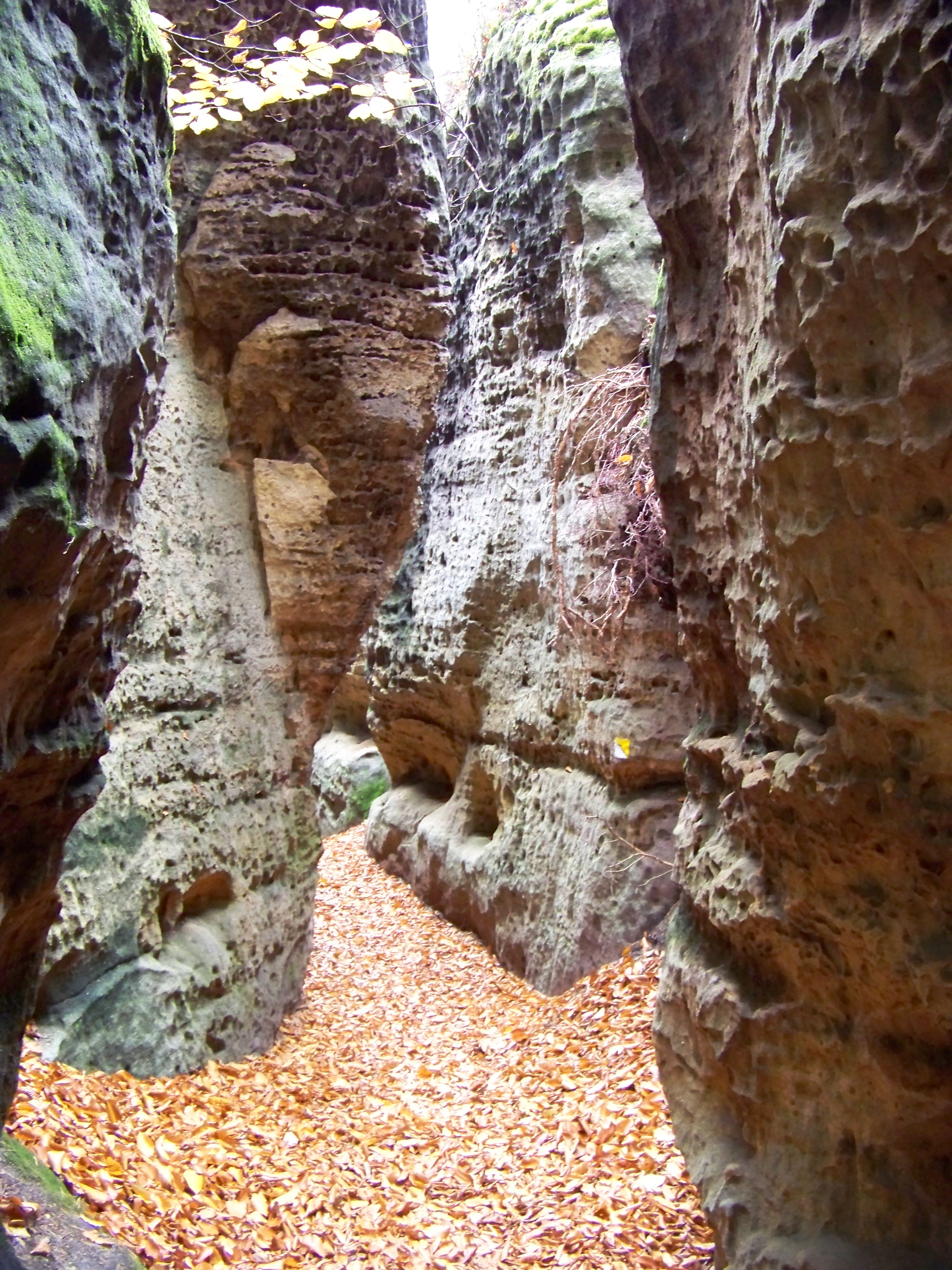
Skalní bludiště u Mšena
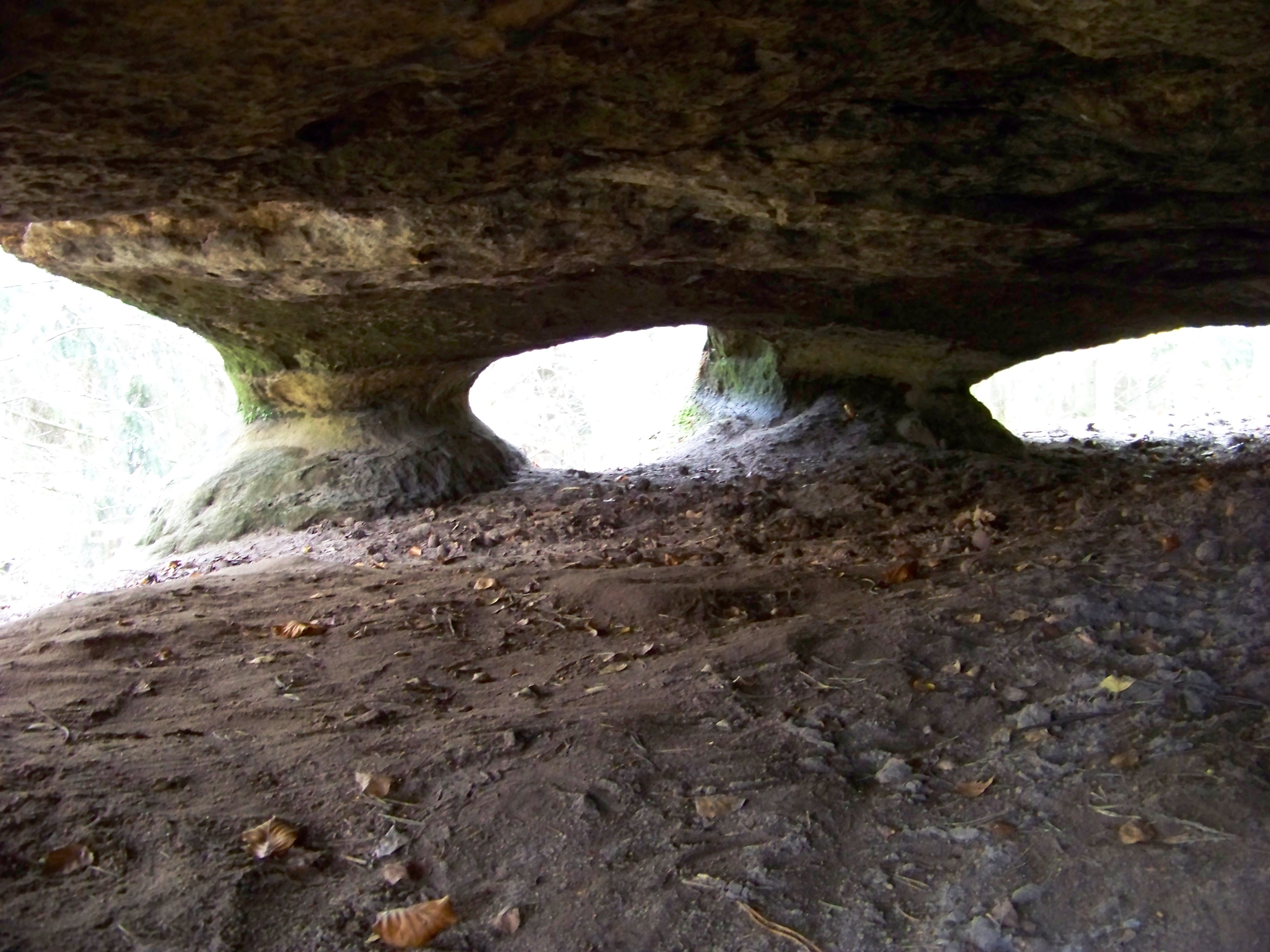
Prolezovačky u Mšena
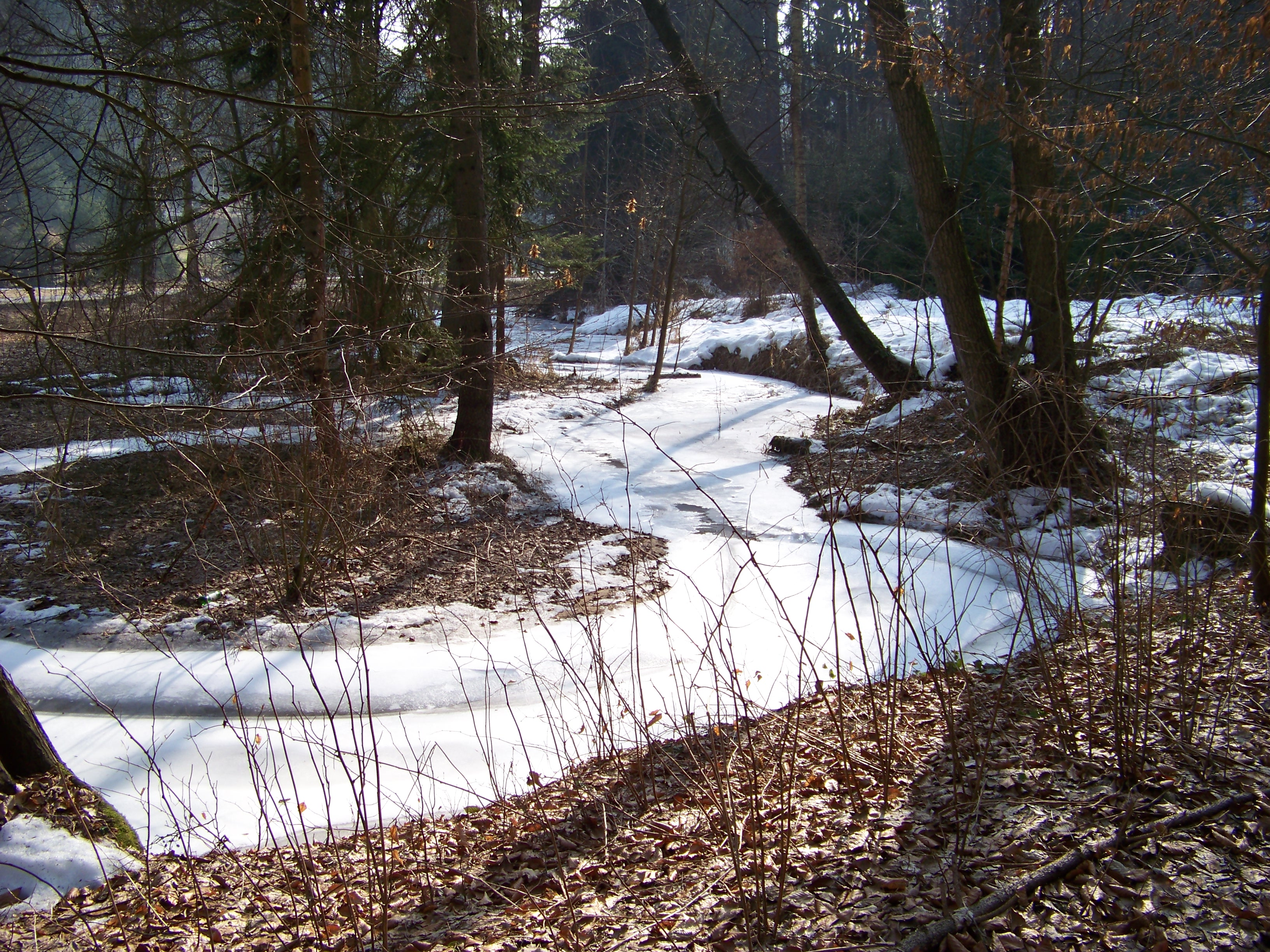
Meandry zamrzlé Pšovky u Hlučova v Kokořínském dole
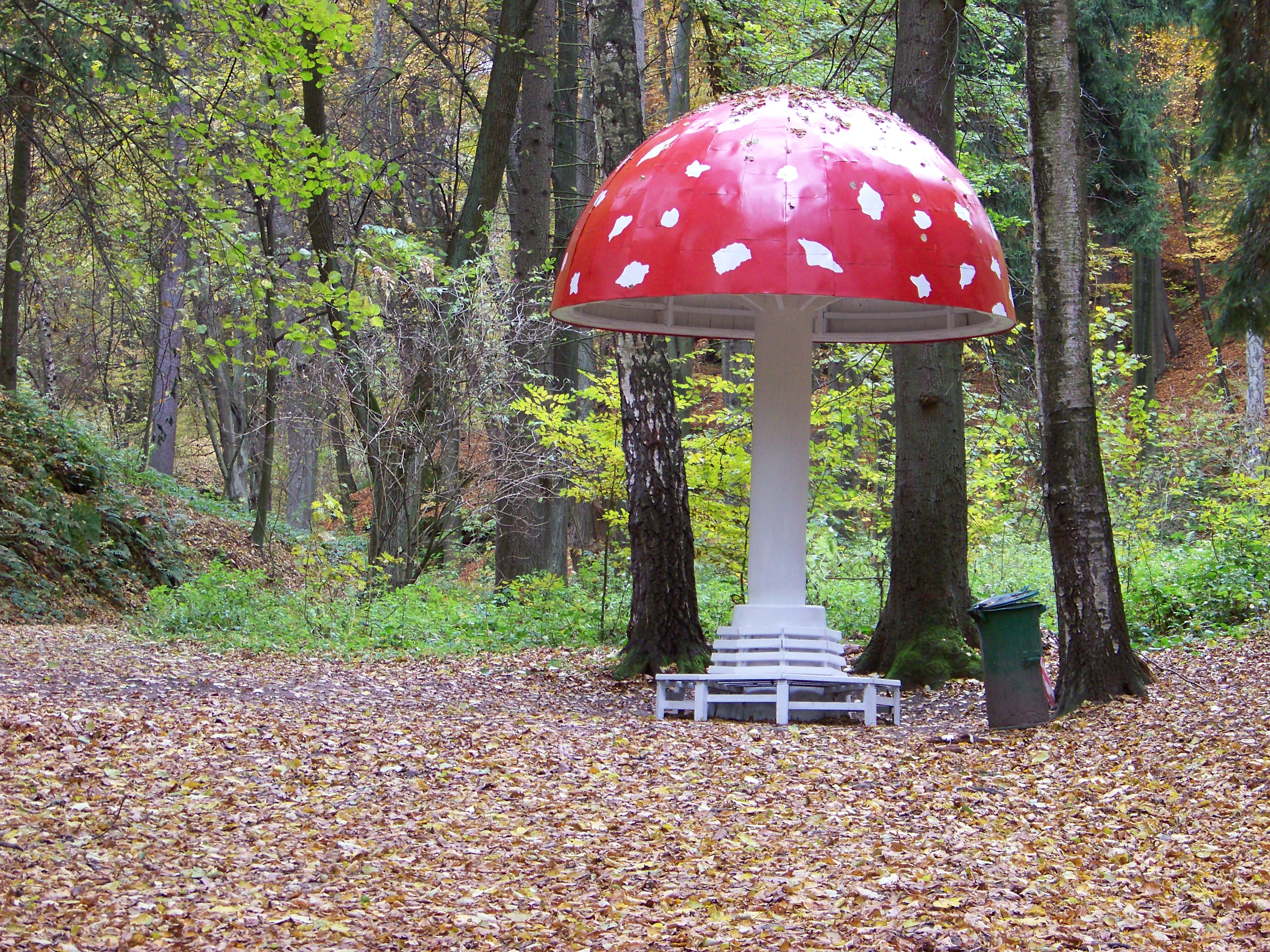
Muchomůrka, altánek spolutvořící identitu parkového údolí Debř u Mšena
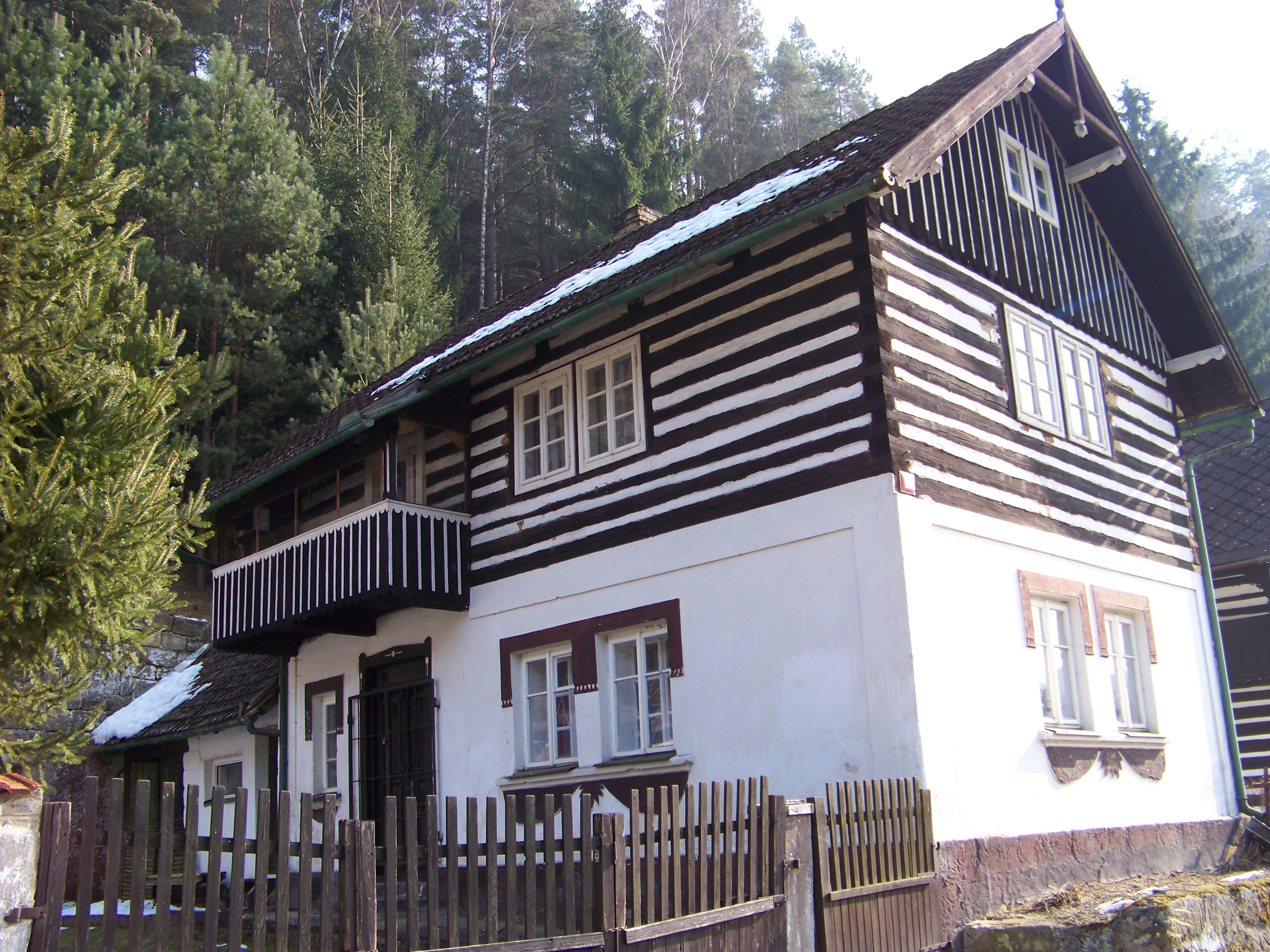
Roubená architektura na samotě Hlučov v Kokořínském dole
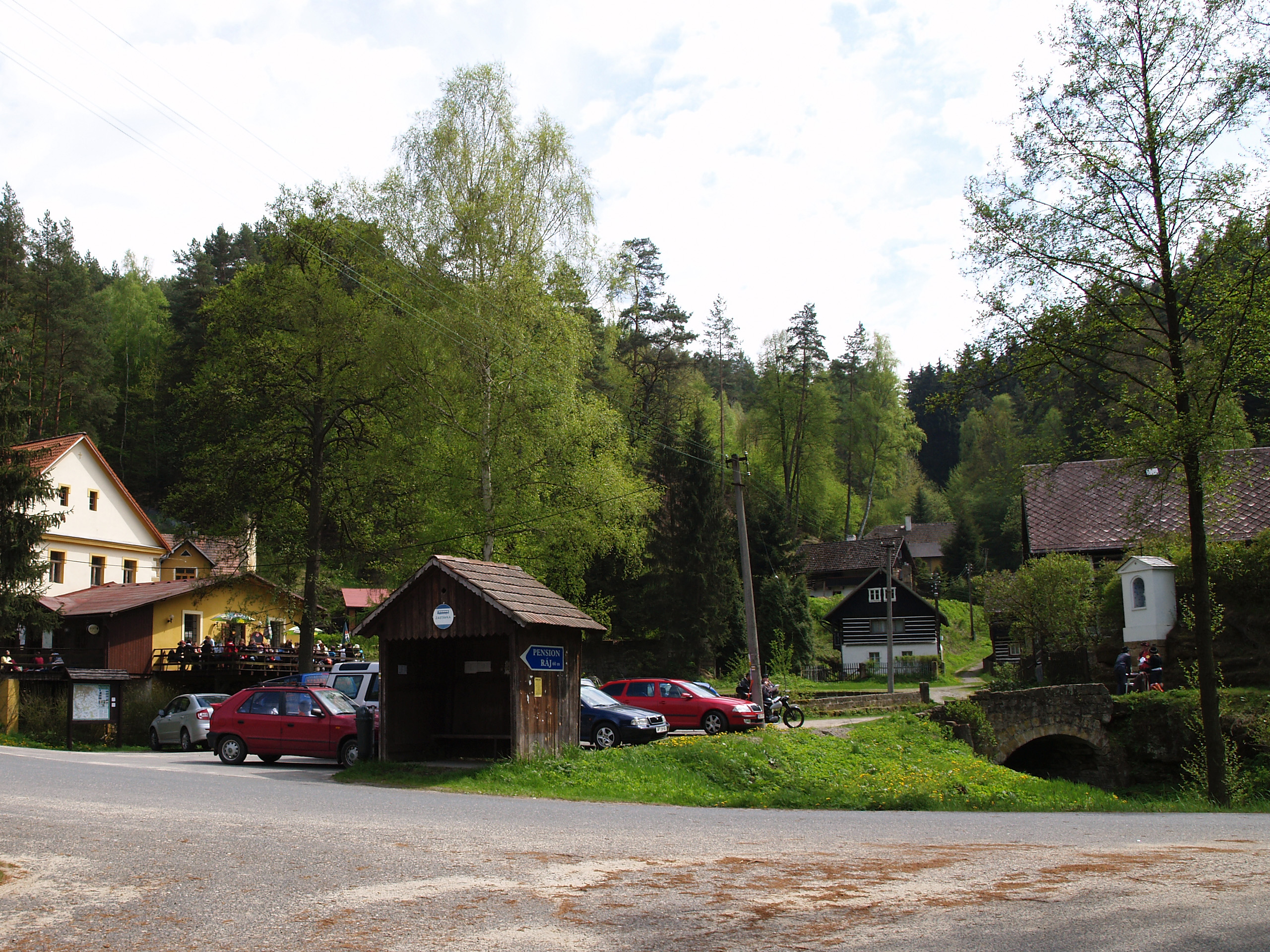
Osada Ráj (Mšeno) v severní části rezervace
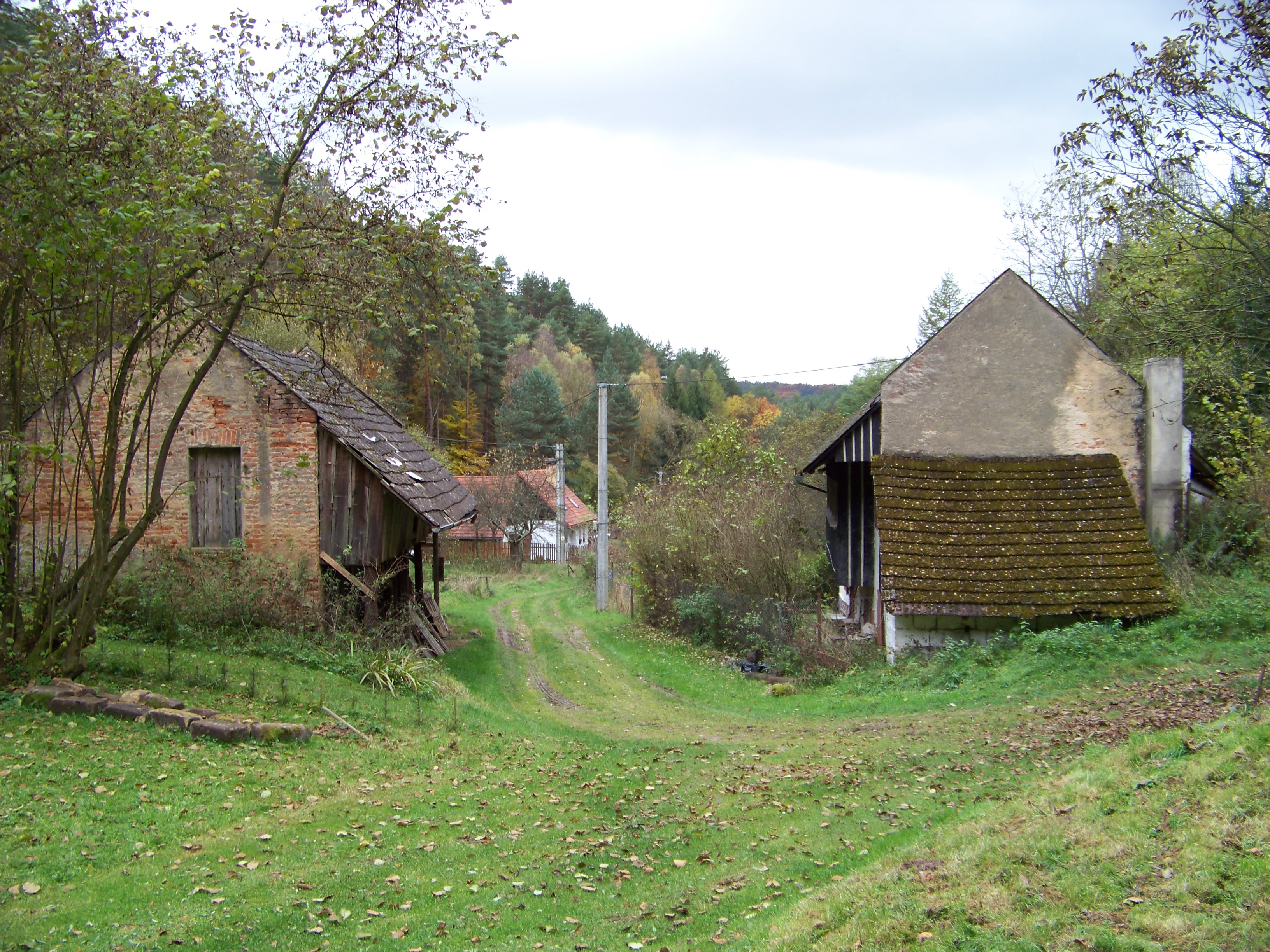
Osada Brusné v severní části rezervace

## Značené turistické trasy
Po celé délce Kokořínského dolu prochází červeně značená Máchova cesta 0004, po níž je vedena i evropská dálková trasa E10. V Harasově k ní vede ze západní strany žlutá značka 6090 od Vysoké a Bosyně. U Kokořínského Dolu odbočuje další červená značka (0053) na Sedlec a Mšeno a rovněž je zde žlutě značený okruh 6110 přes Hradsko a vyhlídku na Kokořín. U kokořínského Podhradí je křižovatka více značených cest: zelená 3027 vede východním směrem přes Sedlec na Mšeno (a potkává se s červeným místním značením okruhu 0095 kolem autokempu) a severozápadním směrem přes Nedamy do Jestřebice; modrá 1070 vede na západ na hrad i obec Kokořín a do Truskavenského dolu. Pod Mšenskými pokličkami křižuje údolí červená modrou značku 1082, která vede na západ do Jestřebice a na východ přes Mšenské pokličky a hřeben Droužkov do Mšena. Druhá modrá (1081), sjízdná i pro cyklisty, vede do Mšena údolím Močidla. Ve Vojtěchově červená značka křižuje zelenou 3027. Ta vede opět na západ do Jestřebice (přes Jestřebské pokličky) a na východ na Rovinu a Brusné. Z Vojtěchova vede rovněž modrá 1083 na sever údolím Žebrák do Planého dolu. Z Ráje vede žlutá 6095 na sever přes Olešno a Ovčácký a Zbrázděný vrch a na jih k Cinibulkově okruhu na Rovinách.
V okolí Mšena kdysi vyznačil řadu stezek místní propagátor turistiky Josef Bedřich Cinibulk. Toto značení již zaniklo, avšak v roce 1946 byla v severním okolí Mšena zřízena okružní stezka 6093, značená žlutým místním značením, která se nazývá Mšenský okruh nebo též Cinibulkova stezka. Ta prochází nejatraktivnější místa a provádí turisty i po velmi úzkých či krkolomných stezkách. V Cikánské rokli je doplněna krátkou zelenou spojkou 3122 na modrou značku 1081 v Močidlech.
Vedení cyklistických tras je podobné. Po délce Kokořínského dolu prochází cyklotrasa 142, která do oblasti přichází proti toku Pšovky. Hned u Lhotky u Mělníka se k ní od pravého břehu Pšovky připojují cyklotrasy 203 od Mělníka přes Střednici po zpevněné lesní cestě a 0169 po silnici od Dolní Zimoře přes Vysokou. Trasa 0170 přichází k levému břehu u Kroužku po silnici od Nebužel, trasa O146 u Hradska po silnici od Kaniny. Po kokořínské serpentině sestupuje k pravém břehu trasa 0010. Po lesní cestě Močidly vede k levému břehu trasa 0009 ze Mšena. Z Jestřebice spadá do údolí k pravému břehu cestou pod Jestřebskými pokličkami trasa 0012. V Ráji odbočuje po silnici k západu trasa 143, zatímco na sever proti toku Pšovky pokračuje po silnici II/259 trasa 211.